# Norrtåg
Norrtåg is een Zweedse publieke spoorwegonderneming die actief is in de vier noordelijkste provincies van Zweden en de aangrenzende regio in Noorwegen. Het hoofdkantoor van de onderneming is gevestigd in Umeå, waar ook de werkplaats en het centrale opstelterrein zich bevindt.
De treindiensten van Norrtåg worden uitgevoerd door Botniatåg, een dochteronderneming van SJ en DB Regio.
Vanaf augustus 2016 werden de treindiensten door Svenska Tågkompaniet uitgevoerd.